# Matthias Grünewald
Mathias Gothardt Neithartdt, más conocido por el nombre erróneo de Matthias Grünewald (Wurzburgo, entre 1455 y 1483-Halle, 1528), fue un pintor renacentista alemán. 
El carácter visionario de su obra, con sus expresivos color y línea, contrasta con la obra de su contemporáneo Alberto Durero. Sus pinturas son conocidas por sus formas dramáticas, colores vívidos y el tratamiento de la luz.

## Biografía
Identificado con un llamado "Maestro Mathis" o "Mathis el Pintor" (Mathis der Maler), Joachim von Sandrart lo identificó erróneamente con el apellido Grünewald; su verdadero nombre no se descubrió hasta los años 1920. Su fecha de nacimiento no está clarificada, pero se cree que sería hacia fines del siglo XV, ya que su primera obra fechada es de 1503. 
Nacido probablemente en Wurzburgo, fue nombrado pintor oficial de la corte en 1509, desempeñando el cargo y el de ingeniero hidráulico para dos arzobispos de Maguncia sucesivos, Uriel von Gemmingen y Alberto de Brandeburgo, en la Renania alemana hasta 1525. Parece que tuvo que abandonar el puesto en 1525 por su adhesión a la revuelta campesina, así como al protestantismo. 
Grünewald murió en Halle en 1528.
El compositor del siglo XX Paul Hindemith basó su ópera Mathis der Maler escrita en 1938 en la vida de Grünewald.
Es conmemorado como artista por la iglesia luterana el 6 de abril.

## Obra
Su pequeña producción sólo incluye obras religiosas: un retablo formado por 18 paneles, 7 cuadros y alrededor de 40 dibujos:
- La última cena, santa Dorotea y santa Inés, h. 1500, Alemania, colección privada.
- Cristo ultrajado (El escarnio de Cristo), hacia 1503, Múnich, Alte Pinakothek.
- La Crucifixión, h. 1507, Basilea, Kunstmuseum.
- Retablo Heller, 1509 y 1510, Karlsruhe, Staatliche Kunsthalle y Fráncfort del Meno, Staatliche Kunsthalle.
- Pequeña Crucifixión, h. 1509-1511, Washington, Galería Nacional de Arte
- Retablo de Isenheim, h. 1512-1516, Colmar, Museo de Unterlinden. Es su obra más famosa. Contiene una Crucifixión, las Tentaciones de san Antonio y la Resurrección. Presentan escenas tomadas de las revelaciones místicas de santa Brígida de Suecia.
- Tríptico de Aschaffenburg, 1517-1519, Stuppach, iglesia parroquial y Museo de Friburgo de Brisgovia. Contiene el destacado Establecimiento de santa María Mayor en Roma y, en la tabla central, la Virgen de Stuppach.
- San Erasmo y San Mauricio, h. 1520-1525, Múnich, Alte Pinakothek.
- Retablo de Tauberbischofsheim, h. 1525, Karlsruhe, Staatliche Kunsthalle.
- La lamentación de Cristo, h. 1525, iglesia de Aschaffenburg.
- Dibujo: Trias Romana, 1525, Berlín, Gabinete de Dibujos de los Staatliche Museen.

Mediante una intensidad con sus colores y la agitación de la línea, dio a sus escenas religiosas una fuerte expresividad dramática. Su obra fue rescatada del abandono a fines del siglo XIX por las vanguardias, que se vieron reflejadas en ella, y la consideraron como un antecedente de su propia oposición ante la representación naturalista tradicional.

## Galería

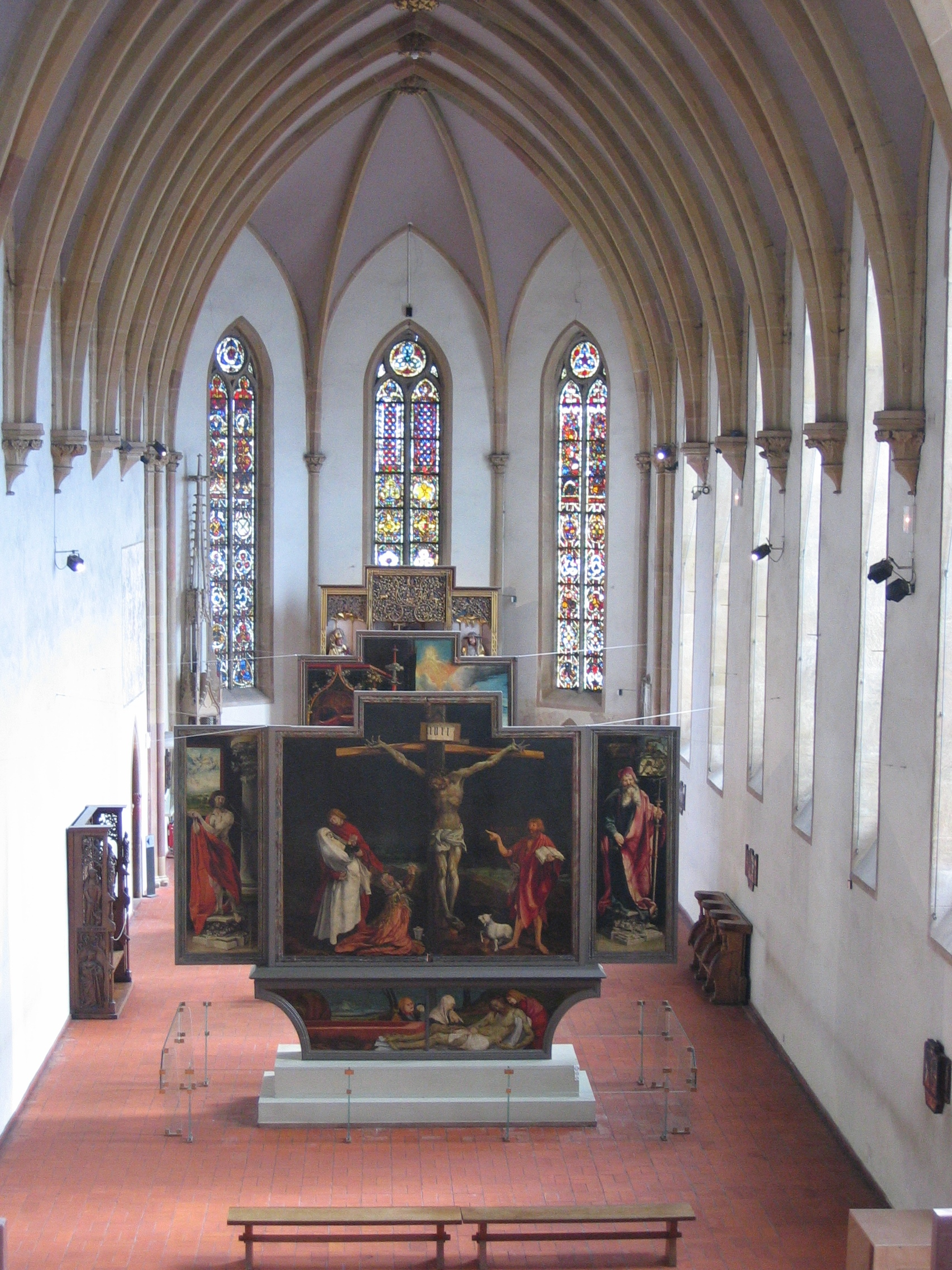
Retablo de Isenheim
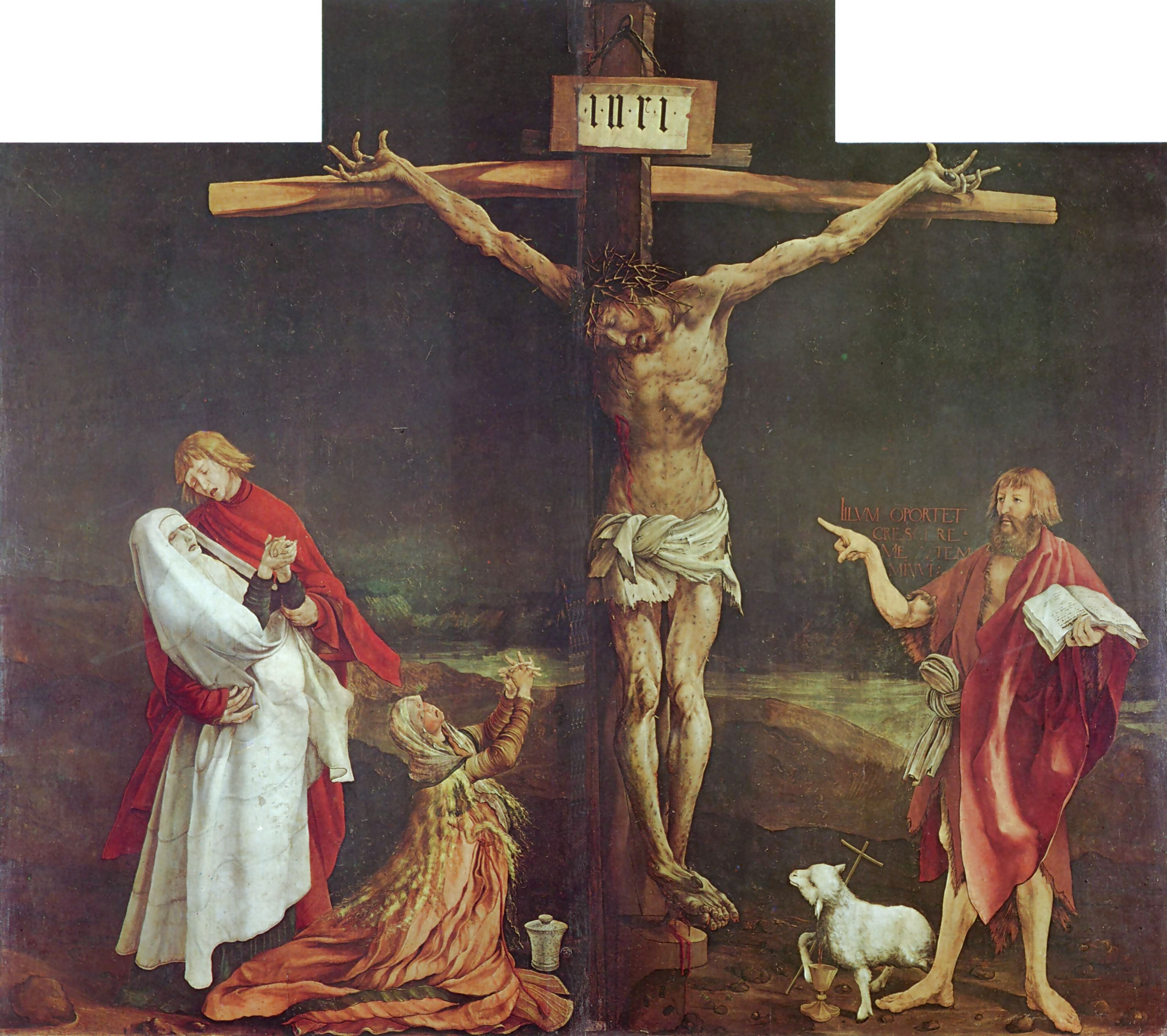
La Crucifixión, tabla central del Retablo de Isenheim
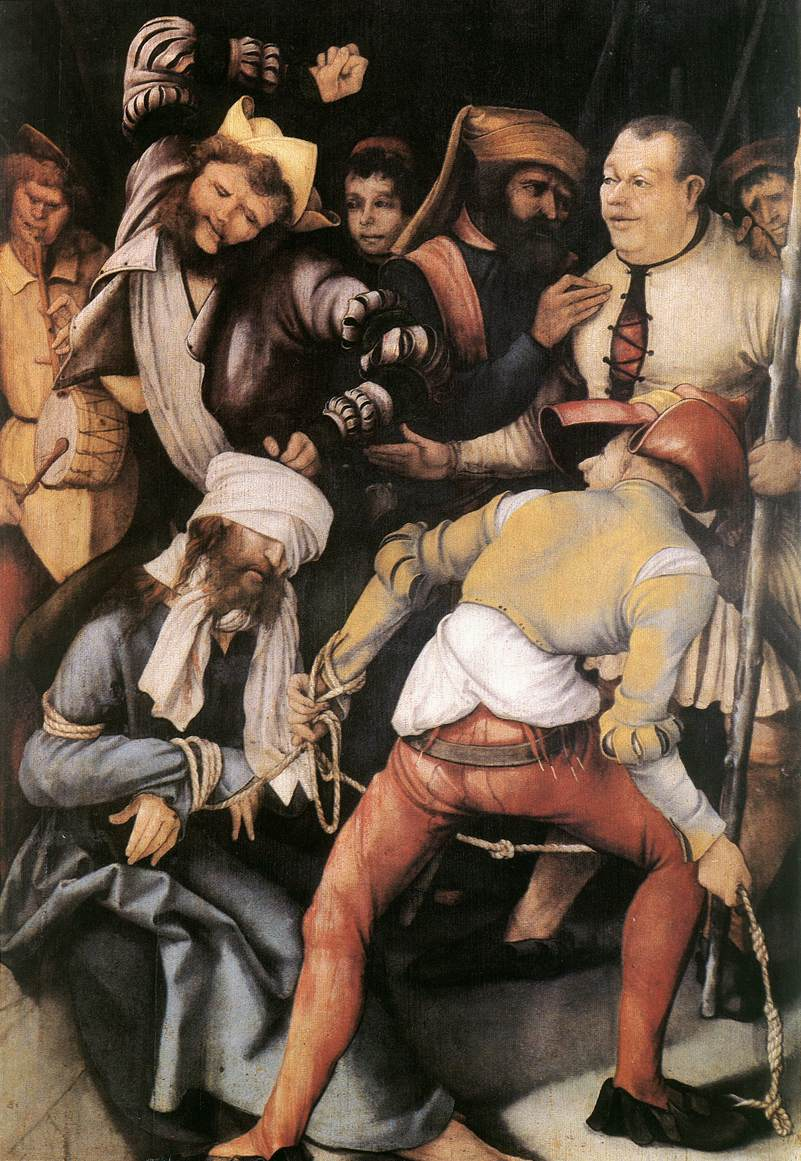
Escarnio de Cristo, 1503
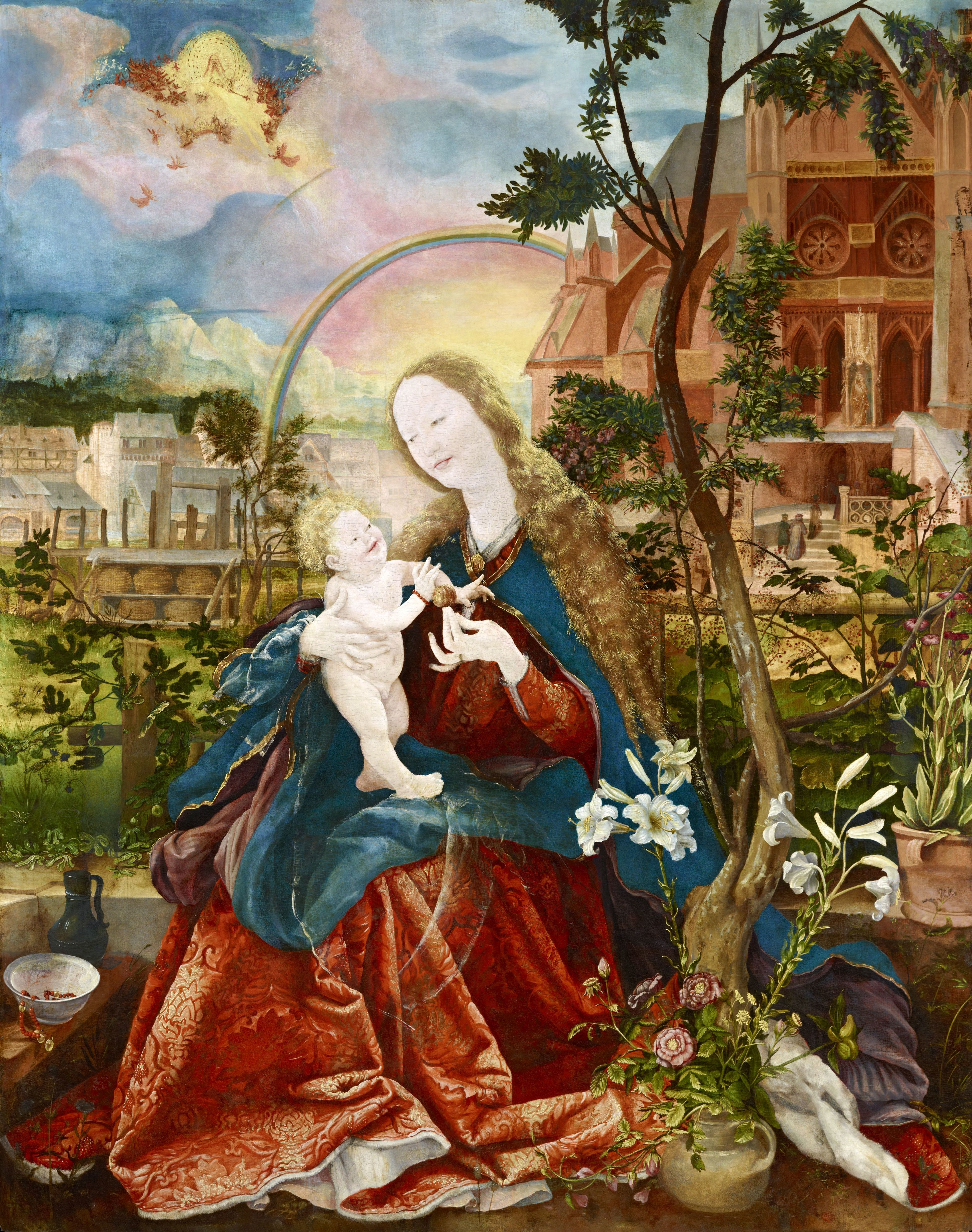
Virgen de Stuppach, 1517-1519 (Tríptico de Aschaffenburg)
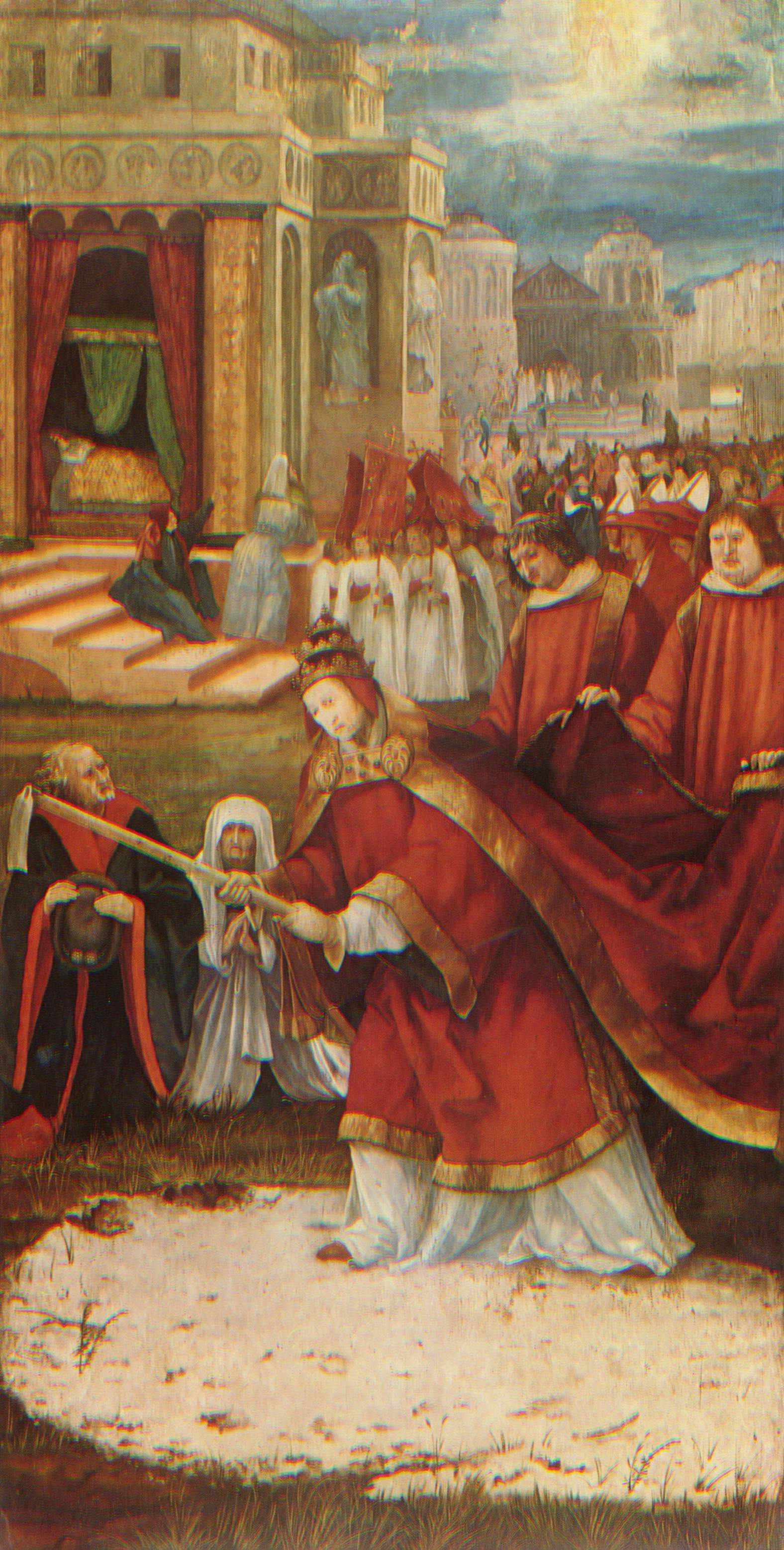
Establecimiento de Santa Maria Maggiore en Roma, 1517-1519 (Tríptico de Aschaffenburg)
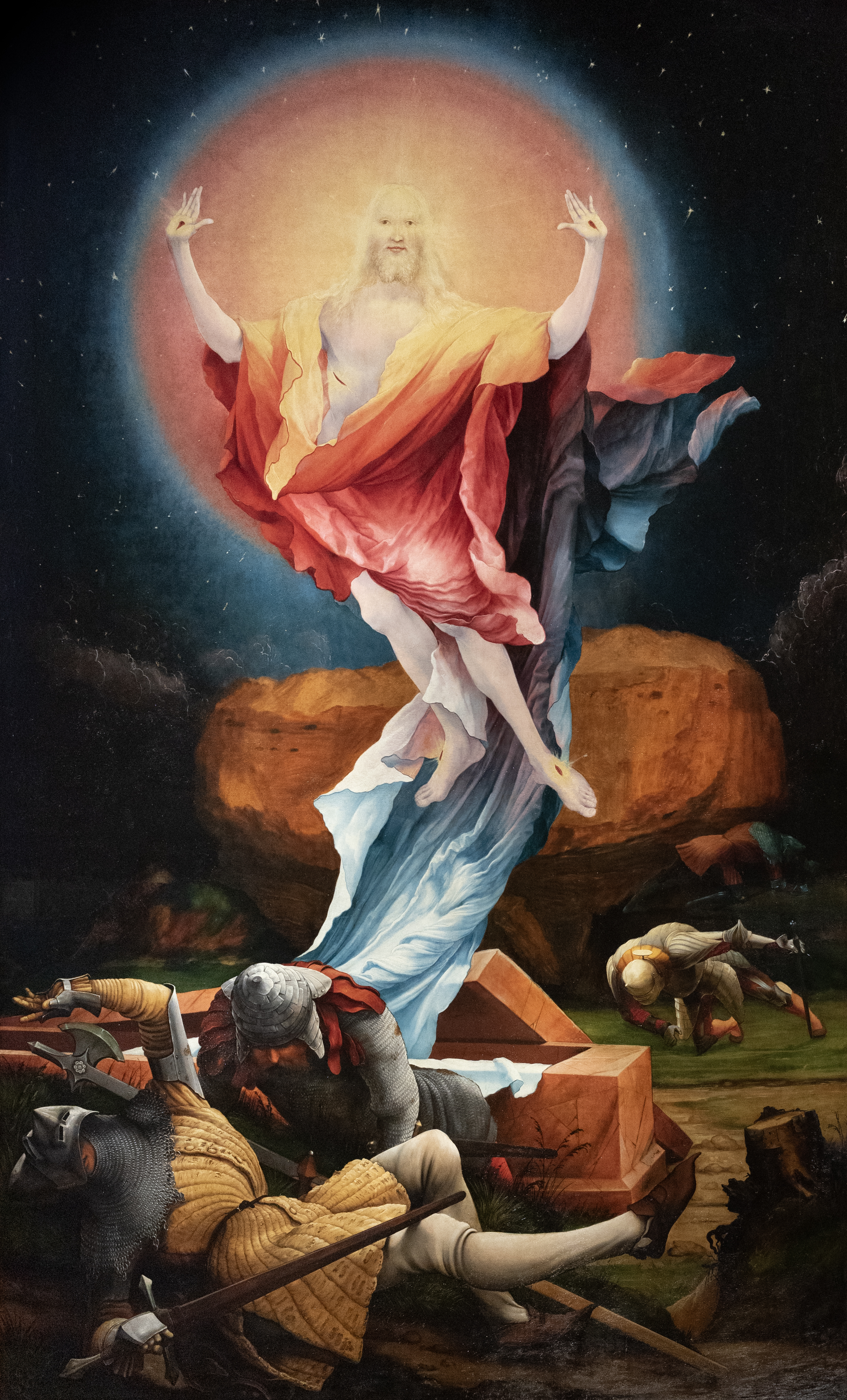
La resurrección

## Reconocimientos
- Su nombre figura en el Calendario de Santos Luterano.